# Fuerza centrífuga

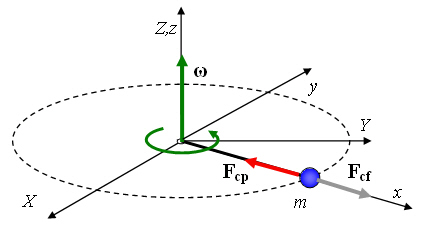
Fuerza centrípeta (real) y fuerza centrífuga (falsa o ficticia).

En la mecánica clásica o mecánica newtoniana, la fuerza centrífuga es una fuerza ficticia que aparece cuando se describe el movimiento de un cuerpo en un sistema de referencia en rotación, o equivalentemente la fuerza aparente que percibe un observador no inercial que se encuentra en un sistema de referencia rotatorio.
El calificativo de «centrífuga» significa que ‘huye del centro’. En efecto, un observador no inercial situado sobre una plataforma giratoria siente que existe una «fuerza» que actúa sobre él, que le impide permanecer en reposo sobre la plataforma por su cansancio que él mismo aplique otra fuerza dirigida hacia el eje de rotación. Así, aparentemente, la fuerza centrífuga tiende a alejar los objetos del eje de rotación. El término también se utiliza en la mecánica de Lagrange para describir ciertos términos[cita requerida] en la fuerza generalizada que dependen de la elección de las coordenadas generalizadas.
En general, la fuerza centrífuga asociada a una partícula de masa {\displaystyle m\,} en un sistema de referencia en rotación con una velocidad angular {\displaystyle \mathbf {\omega } \,} y en una posición {\displaystyle \mathbf {r} \,} respecto del eje de rotación se expresa:

{\displaystyle \mathbf {F} _{\text{cf}}=-m{\boldsymbol {\omega }}\times ({\boldsymbol {\omega }}\times \mathbf {r} )}

Por lo tanto, el módulo de esta fuerza se expresa por:

{\displaystyle F_{\text{cf}}=m\omega ^{2}r}

## Historia
A partir de 1659, el término neolatín vi centrifuga ("fuerza centrífuga") está atestiguado en las notas y cartas de Christiaan Huygens. Nótese, que en latín centrum significa "centro" y fugus (de fugiō) significa "huir, evitar". Así, centrifugus significa "huir del centro" en una traducción literal.
En 1673, en Horologium Oscillatorium, Huygens escribe (según la traducción de Richard J. Blackwell):

Existe otro tipo de oscilación además de la que hemos examinado hasta ahora; a saber, un movimiento en el que un peso suspendido se desplaza a través de la circunferencia de un círculo. De aquí nos llevó la construcción de otro reloj más o menos al mismo tiempo que inventamos el primero. [...] Originalmente tenía la intención de publicar aquí una larga descripción de estos relojes, junto con cuestiones relativas al movimiento circular y la fuerza centrífuga , como podría llamarse, un tema sobre el que tengo más que decir de lo que soy capaz de hacer en la actualidad. Pero, para que los interesados en estas cosas puedan disfrutar más pronto de estas nuevas y no inútiles especulaciones, y para que su publicación no se vea impedida por algún accidente, he decidido, en contra de mi plan, añadir esta quinta parte [...].

Ese mismo año, Isaac Newton recibió el trabajo de Huygens a través de Henry Oldenburg y respondió "Le ruego que devuelva [al señor Huygens] mi humilde agradecimiento [...] Me alegro de que podamos esperar otro discurso de la vis centrifuga, cuya especulación puede resultar de buena utilidad en filosofía natural y astronomía, así como en mecánica". 
En 1687, en Principia, Newton desarrolla aún más la vis centrifuga ("fuerza centrífuga"). Por esta época, Newton, Gottfried Wilhelm Leibniz y Robert Hooke también desarrollan el concepto.
A finales del siglo XVIII, la concepción moderna de la fuerza centrífuga evolucionó como una "fuerza ficticia" que surge en una referencia giratoria.[cita requerida]
La fuerza centrífuga también ha desempeñado un papel en los debates de la mecánica clásica sobre la detección del movimiento absoluto. Newton sugirió dos argumentos para responder a la pregunta de si se puede detectar la rotación absoluta: el argumento del cubo giratorio, y el argumento de las esferas giratorias. Según Newton, en cada escenario la fuerza centrífuga se observaría en el marco local del objeto (el marco donde el objeto está estacionario) sólo si el marco estuviera girando con respecto al espacio absoluto.
Alrededor de 1883 se propuso el principio de Mach, según el cual, en lugar de la rotación absoluta, el movimiento de los astros lejanos respecto al marco inercial local da lugar, mediante alguna ley física (hipotética), a la fuerza centrífuga y a otros efectos de la inercia. El punto de vista actual se basa en la idea de un marco de referencia inercial, que privilegia a los observadores para los que las leyes de la física adoptan su forma más simple y, en particular, a los marcos que no utilizan fuerzas centrífugas en sus ecuaciones de movimiento para describir correctamente los movimientos.
Hacia 1914, la analogía entre la fuerza centrífuga (a veces utilizada para crear gravedad artificial) y las fuerzas gravitatorias condujo al principio de equivalencia de la relatividad general.

## Introducción
La fuerza centrífuga es una fuerza hacia afuera aparente en un marco de referencia giratorio. No existe cuando un sistema se describe en relación con un marco de referencia inercial.
Todas las medidas de posición y velocidad deben hacerse en relación con algún marco de referencia. Por ejemplo, se podría realizar un análisis del movimiento de un objeto en un avión en vuelo en relación con el avión, con la superficie de la Tierra o incluso con el Sol. Un marco de referencia que está en reposo (o uno que se mueve sin rotación y a velocidad constante) en relación con las "estrellas fijas" generalmente se considera un marco inercial. Cualquier sistema puede analizarse en un marco inercial (y por tanto sin fuerza centrífuga). Sin embargo, a menudo es más conveniente describir un sistema giratorio usando un marco giratorio: los cálculos son más simples y las descripciones más intuitivas. Cuando se hace esta elección, surgen fuerzas ficticias, incluida la fuerza centrífuga.
En un marco de referencia que gira alrededor de un eje que pasa por su origen, todos los objetos, independientemente de su estado de movimiento, parecen estar bajo la influencia de una fuerza radial (desde el eje de rotación) hacia afuera que es proporcional a su masa, a la distancia desde el eje de rotación del marco, y al cuadrado de la velocidad angular del marco. Esta es la fuerza centrífuga. Como los humanos suelen experimentar la fuerza centrífuga dentro del marco de referencia giratorio, p. ej. en un tiovivo o vehículo, esto es mucho más conocido que la fuerza centrípeta.
El movimiento relativo a un marco giratorio da como resultado otra fuerza ficticia: la fuerza de Coriolis. Si la velocidad de rotación del marco cambia, se requiere una tercera fuerza ficticia (la fuerza de Euler). Estas fuerzas ficticias son necesarias para la formulación de ecuaciones de movimiento correctas en un marco de referencia giratorio. y permitir que las leyes de Newton se usen en su forma normal en tal marco (con una excepción: las fuerzas ficticias no obedecen la tercera ley de Newton: no tienen contrapartes iguales y opuestas). La tercera ley de Newton requiere que las contrapartes existan dentro del mismo marco de referencia, por lo tanto, la fuerza centrífuga y la fuerza centrípeta, que no existen, no son acción y reacción (como a veces se afirma erróneamente).

## Fuerza centrípeta frente a fuerza centrífuga
La fuerza centrípeta es la componente de fuerza dirigida hacia el centro de curvatura de la trayectoria de una partícula. En mecánica clásica, las fuerzas centrípetas son fuerzas reales asociadas causalmente a la acción de algún agente exterior a la partícula o el cuerpo. En el caso del movimiento circular uniforme, la fuerza centrípeta está dirigida hacia el centro de la trayectoria circular y es necesaria para producir el cambio de dirección de la velocidad de la partícula. Si sobre la partícula no actuase ninguna fuerza, se movería en línea recta con velocidad constante.
La «fuerza centrífuga» no es una fuerza en el sentido usual de la palabra, sino que es una fuerza ficticia que aparece en los sistemas referenciales no-inerciales. Es decir, la fuerza aparente que un observador no inercial parece percibir como resultado de la no inercialidad de su sistema de referencia.
Así, por ejemplo, si un cuerpo está girando alrededor de un centro de fuerzas fijo, la única fuerza real que actúa sobre el cuerpo es la fuerza de atracción hacia el centro de la trayectoria (fuerza centrípeta) necesaria, desde el punto de vista de un observador estacionario (inercial, [X,Y,Z]) para que el cuerpo pueda describir una trayectoria curvilínea. Dicha fuerza real, {\displaystyle \mathbf {F} _{\text{cp}}\,}, (la tensión de la cuerda en el ejemplo ilustrado en la Figura) proporciona la aceleración centrípeta característica de todo movimiento curvilíneo.
Sin embargo, un observador situado en un referencial en el cual el cuerpo esté en reposo (referencial en rotación [x,y,z] y, por tanto, no inercial) observará que el cuerpo no presenta aceleración alguna en la dirección de la fuerza aplicada {\displaystyle \mathbf {F} _{\text{cp}}\,} (que podrá medir intercalando un dinamómetro en la cuerda de la Figura). Para reconciliar este resultado con el requerimiento de que la fuerza neta que actúa sobre el cuerpo sea nula, el observador imagina la existencia de una fuerza igual y de sentido opuesto a la fuerza centrípeta; esto es, postula la existencia de una fuerza centrífuga, {\displaystyle \mathbf {F} _{\text{cf}}\,} que no tiene existencia real y que solo resulta útil al observador no-inercial para poder escribir la segunda ley de Newton en la forma usual.
Pongamos otro ejemplo para aclarar el concepto. Imaginemos un pasajero en un automóvil que toma una curva cerrada hacia la izquierda con una cierta velocidad. La inercia asociada a la masa del pasajero se opone a cualquier cambio de dirección de movimiento de este, induciéndole a continuar su inicial trayectoria rectilínea. Puesto que el automóvil gira hacia la izquierda, el pasajero se siente desplazado hacia la puerta situada a su derecha. Una vez que el pasajero establece contacto con la puerta, ésta ejercerá sobre el pasajero la fuerza centrípeta necesaria para que, al igual que el automóvil, pueda girar hacia la izquierda. El rozamiento entre el asiento y los pantalones del pasajero también contribuye a contrarrestar el efecto centrífugo y, si el viraje se produce a baja velocidad, puede ser suficiente para impedir que el pasajero se deslice sobre el asiento y proporcionar la fuerza centrípeta necesaria para el viraje.

Figura 1: Dos esferas atadas con una cuerda y girando a una velocidad angular ω. Debido a la rotación, la cuerda que ata las esferas está bajo tensión

Figura 2: Despiece de esferas girando en un marco de referencia inercial mostrando las fuerzas centrípetas sobre las esferas proporcionadas por la tensión en la cuerda que las ata

.
.

## Formulación del argumento
Este ejemplo de la esfera fue utilizado por el propio Newton para discutir la detección de la rotación relativa al espacio absoluto. Comprobar la fuerza ficticia necesaria para dar cuenta de la tensión en la cuerda es una forma de que un observador decida si está girando o no - si la fuerza ficticia es cero, no está girando. A continuación se presentan los detalles matemáticos de esta observación.
La figura 1 muestra dos esferas idénticas que giran en torno al centro de la cuerda que las une.  El eje de rotación se muestra como un vector Ω con dirección dada por la regla de la mano derecha y magnitud igual a la velocidad de rotación: |Ω| = ω. La velocidad angular de rotación ω se supone independiente del tiempo (movimiento circular uniforme). Debido a la rotación, la cuerda está bajo tensión. (Véase fuerza centrífuga reactiva.) A continuación se presenta la descripción de este sistema desde el punto de vista de un sistema de referencia inercial y desde un sistema de referencia en rotación.

## Confusión sobre el término
El carácter ficticio de la fuerza centrífuga puede dar lugar a cierta confusión en su interpretación, sobre todo cuando se la confunde con la reacción a la fuerza centrípeta en virtud del Principio de acción-reacción o tercera Ley de Newton, olvidando que esa reacción no actúa sobre el cuerpo en movimiento sino que es ejercida por él (sobre la cuerda, en el ejemplo descrito en la figura).
Actualmente se tiende a restar importancia a la fuerza centrífuga cuando se enseña el movimiento circular; en su lugar se realza la importancia de la fuerza centrípeta, dado que es la fuerza real y responsable de mantener el movimiento circular y de proporcionar la aceleración centrípeta.
Sin embargo, cuando se describe el movimiento desde un sistema de referencia en rotación, tal como la trayectoria de un proyectil de largo alcance respecto de la superficie terrestre, resultará inevitable referirse a la fuerza centrífuga y a otras fuerzas ficticias, como la fuerza de Coriolis.